# 謝文 (明朝)
謝文（1453年—?），字道顯，陝西漢中府金州（今屬安康市）人，民籍，明朝政治人物。同進士出身。

## 生平
早年出身國子生，中式陝西鄉試第四十八名舉人。成化十四年（1478年）戊戌科會試第八十二名，殿試登進士第三甲第一百零五名。歷官監察御史，陞河間府知府、山東參政。

## 家族
曾祖謝奎。祖父謝誠。父謝宏，曾任聽選官。母王氏。慈侍下。弟武。娶劉氏。